# ماریا مرسر
ماریا مرسر (انگلیسی: Marian Mercer; ۲۶ نوامبر ۱۹۳۵ – ۲۷ آوریل ۲۰۱۱) هنرپیشه، بازیگر تئاتر، و بازیگر تلویزیون اهل ایالات متحده آمریکا بود.
از فیلم‌ها یا برنامه‌های تلویزیونی که وی در آن نقش داشته‌است می‌توان به نه تا پنج اشاره کرد.